# Народно-Демократическая Республика Ангола
Народно-Демократическая Республика Ангола (порт. República Popular Democrática de Angola; RPDA, НДРА) — ангольское самопровозглашённое государство 1975—1976 и 1979—2002 годов, созданное антикоммунистическими повстанческими движениями УНИТА и ФНЛА во время ангольской гражданской войны. Противостояла Народной Республике Ангола и правящей МПЛА. Ликвидирована ФАПЛА и кубинским контингентом при наступлении в начале 1976, в 1979 воссоздана УНИТА под руководством Жонаша Савимби. Базировалась на территориях, контролируемых ФАЛА. Являлась квазигосударственным оформлением военно-политической структуры УНИТА. Окончательно упразднена в 2002 после гибели Савимби и окончания гражданской войны.

## Война ангольских республик
С середины 1975 война за независимость Анголы от Португалии переросла в гражданскую войну между тремя антиколониальными движениями — прокоммунистическим МПЛА Агостиньо Нето, консервативным ФНЛА Холдена Роберто, леворадикальным УНИТА Жонаша Савимби. МПЛА пользовалась поддержкой Советского блока, ФНЛА — Запада и Заира, УНИТА — Китая и ЮАР.
В августе-сентябре 1975 вооружённые силы МПЛА (ФАПЛА) установили контроль над ангольской столицей Луандой. Разгорелись ожесточённые бои. На территорию Анголы вступили иностранные войска: кубинский контингент прибыл в помощь правительству МПЛА; заирские части поддержали ФНЛА; южноафриканская колонна, поначалу взявшая под охрану некоторые хозяйственные объекты, втянулась в войну на стороне УНИТА. Холден Роберто предпринял попытку захватить столицу до объявления независимости. Попытка не удалась: 10 ноября ФАПЛА и кубинцы нанесли сокрушительное поражение ФНЛА в битве при Кифангондо.
11 ноября 1975 в Луанде была провозглашена независимость Народной Республики Ангола (НРА) под властью МПЛА. Президентом НРА стал Агостиньо Нето. В тот же день Холден Роберто провозгласил в Амбрише Демократическую Республику Ангола (ДРА), а Жонаш Савимби в Уамбо (тогда Нова-Лижбоа) — Социальную Демократическую Республику Ангола (СДРА). В названиях отразились идеологические различия между ФНЛА и УНИТА.
Поражение под Кифангондо необратимо подорвало силы ФНЛА, вследствие чего Роберто пошёл на союз с Савимби. 23 ноября 1975 (по другим данным, 27 ноября) ДРА и СДРА объединились. Была учреждена Народно-Демократическая Республика Ангола (RPDA, НДРА) со столицей в Уамбо. Гражданская война получала своеобразное «межгосударственное» оформление. В международных СМИ обычно фигурировало название «Демократическая Республика Ангола», но оно относилось уже не к прежней ДРА Роберто, а к объединённой НДРА, в которой доминировало движение Савимби.

## Поражение и восстановление
Правительство НДРА называлось Объединённый национальный совет революции (CNCR). Пост главы государства разделили сопрезиденты Жонаш Савимби и Холден Роберто. Премьер-министрами были назначены Жозе Нделе (УНИТА) и Джонни Эдуардо Пиннок (ФНЛА). НДРА получила частичное признание со стороны США и ЮАР. Однако в целом самопровозглашённое государство УНИТА и ФНЛА оставалось в дипломатической изоляции. Главной причиной являлось поддержка НДРА со стороны бойкотируемого режима апартеида ЮАР .
Между Роберто и Савимби не возникло взаимного доверия. Вооружённые силы ФНЛА (ЭЛНА) и вооружённые силы УНИТА (ФАЛА) не были объединены. Уже в декабре 1975 ФАПЛА при кубинской поддержке развернули массированное наступление одновременно на севере и на юге. 8 февраля 1976 правительственные и кубинские войска вступили в Уамбо. 11 февраля прекратил существование CNCR. ЭЛНА перестала существовать как военная сила, ФНЛА практически выбыл из противостояния. Заирские и южноафриканские войска покинули территорию Анголы. Однако УНИТА/ФАЛА продолжали сопротивление, отступив Длинным маршем в труднодоступные джунгли.
10 мая 1976 на партизанской базе Сандона в Мошико Савимби огласил Manifesto do Rio Cuanza — Манифест реки Кванза: была выражена готовность довести до победного конца войну против МПЛА, Кубы и СССР. В течение трёх лет УНИТА при поддержке ЮАР сумели взять под контроль значительные территории, населённые овимбунду — в основном на востоке и юге Анголы. В 1979 году было объявлено о воссоздании НДРА во главе с президентом Савимби. (ФНЛА и Роберто теперь не имели к этому отношения.)

## Государственная структура УНИТА
Формально столицей НДРА вновь был назван город Уамбо. За годы гражданской войны он неоднократно переходил из рук в руки. Реальным центром являлась Джамба, где базировалось политическое руководство УНИТА и военное командование ФАЛА во главе с Савимби. Высший орган НДРА именовался теперь Правительство свободных территорий Анголы (GTLA).
НДРА позиционировалась как демократическая альтернатива коммунистическому государству НРА. УНИТА жёстко осуждали диктатуру и репрессии МПЛА. С середины 1980-х администрация США, сообразно Доктрине Рейгана, перевела помощь УНИТА практически на открытые рельсы. 2 июня 1985 в Джамбе состоялась международная конференция антикоммунистических повстанцев. Рональд Рейган лично встретился в Белом доме с Жонашем Савимби. УНИТА/НДРА воспринимались как формирование Запада на важном участке глобальной Холодной войны.
Квазигосударственная система НДРА функционировала по принципам военного лагеря. Политический режим основывался на единоличной диктатуре Савимби. Реализация демократических принципов откладывалась на послевоенное будущее. При этом в идеологии УНИТА были сильны афросоциалистические и маоистские элементы. В гимне УНИТА говорилось о «Социалистической Республике Ангола». Частнопредпринимательская инициатива не поощрялась, хотя допускалась в пределах, полезных для военных нужд. Экономическая система НДРА основывалась на нелегальной добыче и сбыте алмазов.
Культивировались классовые приоритеты крестьянства, расовые мотивы негритюда, националистические мотивы овимбунду. Савимби говорил об УНИТА как о движении чернокожей деревенской бедноты против городской элиты и о национально-освободительной борьбе против «советских, кубинских, восточноевропейских колонизаторов и их луандских марионеток». Эстетика УНИТА выдерживалась в партизанских традициях и тональности политического романтизма. Идейно-политическая ставка делалась на крестьянскую молодёжь, которая воспитывалась в духе верности УНИТА и Савимби. Отношение Савимби к религии было настороженно-негативным, особенно к протестантизму, но у него наладилось сотрудничество с католическими священниками.
На территориях НДРА царил культ личности Савимби. Служба безопасности BRINDE не только эффективно противостояла спецслужбам НРА, но отслеживала и подавляла всякое инакомыслие в УНИТА. Практиковались политические убийства и ритуальные казни. Иностранные эксперты находили немалое сходство режимов УНИТА и МПЛА. Однако эти черты обосновывались объективными обстоятельствами гражданской войны.
Полноценного международного признания НДРА так и не получила. Даже частичное признание являлось условным. Однако фактически государство УНИТА поддерживало тесные связи с иностранными союзниками. Главным из них оставалась ЮАР. Южноафриканские регулярные войска оказывали ощутимую поддержку ФАЛА, кульминацией стало их прямое участие в битве при Квито-Кванавале. Роль ЮАР для УНИТА/НДРА соответствовала роли Кубы для МПЛА/НРА. Американская помощь поступала как по государственным, так и по частным каналам от неоконсервативных организаций типа Heritage Foundation. Сотрудничали с УНИТА африканские антикоммунистические правители — король Марокко Хасан II, президент Кот д’Ивуара Феликс Уфуэ-Буаньи, президент Заира Мобуту. Президент Замбии Кеннет Каунда выступал посредником между УНИТА и властями НРА.
Временами, особенно к концу 1980-х, контроль УНИТА/НДРА доходил до трёх четвертей территории Анголы. Однако опрокинуть власть МПЛА в Луанде силам ФАЛА не удалось.

## Неудача примирения
В начале 1990-х МПЛА провела масштабные реформы. Правящая партия отказалась от идеологии марксизма-ленинизма, формально признала многопартийную демократию и рыночную экономику. В 1988 заключены Нью-Йоркские соглашения о выводе из Анголы кубинских и южноафриканских войск. В 1991 президент НРА Жозе Эдуарду душ Сантуш и президент НДРА Жонаш Мальейро Савимби подписали Бисесские соглашения о мирном урегулировании и демократическом транзите. НРА была переименована в Республику Ангола.
Однако первые многопартийные выборы 1992 обернулись Хэллоуинской резнёй и новой вспышкой гражданской войны. В начале 1993 вооружённые силы НДРА одержали последнюю стратегическую победу: в битве 55 дней ФАЛА отбили свою столицу Уамбо. Однако УНИТА постепенно утрачивала всякую поддержку извне (тогда как МПЛА, напротив, укрепляла международные связи). В 1994 сменилась власть в ЮАР, в 1997 — в ДР Конго; новые правительства установили дружественные отношения с МПЛА. Под сильным международным давлением Савимби согласился на перемирие по условиям Лусакского протокола. Вновь была сделана попытка урегулирования. Но обе стороны делали ставку на полную победу.
Война полномасштабно возобновилась в 1998, но теперь при подавляющем превосходстве МПЛА. В конце 1999 правительственные войска ФАА вступили в Джамбу. Последним местом пребывания властей НДРА стало селение Муньянго — малая родина Савимби. В 2001—2002 НДРА фактически перешла в кочевой режим существования.

## Упразднение и значение
Жонаш Савимби погиб в бою 22 февраля 2002. Его преемник Антониу Дембу скончался 3 марта. Во главе УНИТА и НДРА стал Паулу Лукамба Гату, вступивший в переговоры с правительством. 4 апреля 2002 в Луэне был подписан меморандум о прекращении огня. УНИТА интегрировалась в ангольскую политическую систему в качестве оппозиционной партии.
В современной Анголе партия УНИТА рассматривает НДРА как одно из исторических государств, наряду с НРА, сыгравшее важную роль в утверждении национальной независимости.